# Резолюція Генеральної Асамблеї ООН 72/190
Резолюція Генеральної Асамблеї ООН A/RES/72/190 «Ситуація з правами людини в Автономній Республіці Крим та м. Севастополь, Україна» була схвалена 19 грудня 2017 року на 72-й сесії Генеральної Асамблеї ООН, і закликала Росію покласти край порушенням і утискам прав людини щодо жителів Криму.
На підтримку проекту резолюції проголосували 70 держав. Проти виступили 26 країн.

## Ініціатори
Резолюція була ініційована українською делегацією на пропозицію Президента Петра Порошенка. 14 листопада 2017 року Третій комітет Генеральної асамблеї ООН підтримав її проект. Співавторами документа стали 42 країни, зокрема Австралія, Австрія, Албанія, Бельгія, Болгарія, Гаїті, Грузія, Данія, Естонія, Ірландія, Ісландія, Іспанія, Італія, Канада, Кірибаті, Латвія, Литва, Люксембург, Мальта, Маршалові острови, Мікронезія, Молдова, Нідерланди, Норвегія, Палау, Польща, Португалія, Румунія, Словаччина, Словенія, Сполучене Королівство, США, Туреччина, Україна, Фінляндія, Франція, ФРН, Хорватія, Чехія, Чорногорія, Швеція, Японія.

## Зміст
Ключовими позиціями резолюції є:
- Між Україною і Росією існує міжнародний збройний конфлікт, про це свідчать розширені посилання на міжнародне гуманітарне право.
- Засудження застосування Росією власних законів на окупованій території, а також примусового переведення громадян України на російське громадянство.
- Вимога до Росії виконати проміжне рішення Міжнародного суду ООН з відновлення прав і свобод громадян України на півострові; заклик до російської окупаційної влади забезпечити освітній процес українською і кримськотатарською мовами.Див. також: Справа «Україна проти Російської Федерації» (Міжнародний Суд)
- Засудження відсутності доступу до Криму моніторингової місії ООН з прав людини в Україні.
- Відзначення позитивних рішень України в контексті спрощення процедур для безперешкодного доступу до Криму журналістів і правозахисників, а також підтримки Україною ЗМІ та неурядових організацій, які були змушені тимчасово покинути українську територію[3].

Ухвалений документ закликає РФ негайно скасувати заборону діяльності Меджлісу кримськотатарського народу, який російська влада визнала екстремістською організацією. Наголошується на необхідності негайного звільнення українських громадян, які були незаконно затримані і засуджені. Це стосується також і тих, хто був переведений або депортований через міжнародно визнані кордони з Криму до Росії.

## Голосування
Проєкт резолюції A/C.3/72/L.42, який запропонували 31 жовтня 2017 року 34 держави-члени ООН, а 14 листопада до співавторства долучилися ще 8 держав (напівжирним шрифтом), ухвалили 14 листопада на 45 засіданні Третього  комітету 71 голосом проти 25 при 77 утриманих та 19 грудня на 73 пленарному засіданні 72-ї сесії Генеральної Асамблеї кваліфікованою більшістю присутніх як A/RES/72/190:
| Голос         | Кількість | Держави-члени Організації Об'єднаних Націй |
| ------------- | --------- | --- |
| За            | 70        | Австралія, Австрія, Албанія, Андорра, Антигуа і Барбуда, Барбадос, Беліз, Бельгія, Болгарія, Ботсвана, Бутан, Вануату, Велика Британія, Гаїті, Гватемала, Гондурас, Греція, Грузія, Данія, Естонія, Ємен, Ізраїль, Ірландія, Ісландія, Іспанія, Італія, Канада, Катар, Кіпр, Кірибаті, Коста-Рика, Латвія, Литва, Ліберія, Ліхтенштейн, Люксембург, Мальта, Маршаллові Острови, Молдова, Монако, Нідерланди, Німеччина, Нова Зеландія, Норвегія, Палау, Панама, Північна Македонія, Польща, Португалія, Румунія, Самоа, Сан-Марино, Сейшельські Острови, Словаччина, Словенія, Соломонові Острови, Сполучені Штати Америки, Тувалу, Туреччина, Угорщина, Україна, Федеративні Штати Мікронезії, Фінляндія, Франція, Хорватія, Чехія, Чорногорія, Швейцарія, Швеція, Японія                                                                                               |
| Проти         | 26        | Білорусь, Болівія, Бурунді, Венесуела, Вірменія, Еритрея, Зімбабве, Індія, Іран, Казахстан, Камбоджа, Киргизстан, Китайська Народна Республіка, Куба, М'янма, Нікарагуа, Південно-Африканська Республіка, Північна Корея, Росія, Сербія, Сирія, Судан, Таджикистан, Уганда, Узбекистан, Філіппіни |
| Утрималися    | 76        | Алжир, Ангола, Аргентина, Багамські Острови, Бангладеш, Бахрейн, Бенін, Боснія і Герцеговина, Бразилія, Бруней, В'єтнам, Габон, Гамбія, Гана, Гаяна, Гвінея-Бісау, Гвінея, Демократична Республіка Конго, Домініканська Республіка, Еквадор, Екваторіальна Гвінея, Ефіопія, Єгипет, Замбія, Індонезія, Йорданія, Кабо-Верде, Камерун, Кенія, Колумбія, Коморські Острови, Кот-д'Івуар, Кувейт, Лаос, Лесото, Лівія, Маврикій, Мавританія, Малаві, Малайзія, Малі, Мальдіви, Мексика, Мозамбік, Монголія, Намібія, Науру, Непал, Нігер, Нігерія, Об'єднані Арабські Емірати, Оман, Пакистан, Папуа Нова Гвінея, Парагвай, Перу, Південна Корея, Республіка Конго, Руанда, Сальвадор, Саудівська Аравія, Сент-Вінсент і Гренадини, Сент-Люсія, Сінгапур, Суринам, Сьєрра-Леоне, Таїланд, Танзанія, Того, Тонга, Тринідад і Тобаго, Уругвай, Фіджі, Чилі, Шрі-Ланка, Ямайка |
| Не голосували | 21        | Азербайджан, Афганістан, Буркіна-Фасо, Гренада, Джибуті, Домініка, Ірак, Ліван, Мадагаскар, Марокко, Південний Судан, Сан-Томе і Принсіпі, Свазіленд, Сенегал, Сент-Кіттс і Невіс, Сомалі, Східний Тимор, Туніс, Туркменістан, Центральноафриканська Республіка, Чад |
| Всього        | 193       | |

## Значення і реакція
На думку МЗС України, нова резолюція містить чіткі формулювання щодо статусу АР Крим та міста Севастополь як частини території України. Генеральна Асамблея ООН вкотре засудила тимчасову окупацію Кримського півострова Російською Федерацією та не визнала спроби його анексії державою-окупантом.
Особливе значення має посилання в резолюції на Женевські конвенції 1949 року та додатковий протокол 1977 року. Росія повинна дотримуватися зобов'язань держави-окупанта в умовах збройного конфлікту, зокрема щодо гуманного поводження з населенням, що перебуває на окупованій території, захисту його прав згідно з міжнародним гуманітарним правом.
| Наступним кроком має стати деокупація півострова. Основа сьогодні вже закладена[7]. |
 За словами речника президента РФ Дмитра Пєскова, Росія вважає неправильними формулювання резолюції та не згодна з ними. Окупаційна влада Криму висловилася про законність, на їх думку, заборони Меджлісу як «екстремістської організації».